# Tulipa turcomanica
Tulipa turcomanica är en liljeväxtart som beskrevs av Boris Fedtjenko. Tulipa turcomanica ingår i släktet tulpaner, och familjen liljeväxter. Inga underarter finns listade.